# Seznam dílů seriálu Muži sobě
Toto je seznam dílů seriálu Muži sobě. Americký sitkom Muži sobě od Breckina Meyera měl premiéru 24. května 2012 na americké stanici TBS. Seriál sleduje muže: Miloa, Gibbse, Tylera a Neala, kteří si navzájem pomáhají řešit vztahy, přátelství, pracující společně na stejném časopise.
V Česku byl seriál vysílán na stanici Smíchov.

## Přehled řad
| Řada | Díly | Premiéra v USA  | Premiéra v USA    | Premiéra v ČR     | Premiéra v ČR  |
| Řada | Díly | První díl       | Poslední díl      | První díl         | Poslední díl   |
| ---- | ---- | --------------- | ----------------- | ----------------- | -------------- |
| 1    | 10   | 24. května 2012 | 12. července 2012 | 18. prosince 2014 | 2. ledna 2015  |
| 2    | 10   | 4. dubna 2013   | 6. června 2013    | 5. ledna 2015     | 16. ledna 2015 |
| 3    | 10   | 15. ledna 2014  | 12. března 2014   | 9. září 2015      | 18. září 2015  |

## Seznam dílů

### První řada (2012)
| Č. v seriálu | Č. v řadě | Původní název      | Český název         | Režie           | Scénář                        | Premiéra v USA    | Premiéra v ČR     | Prod. kód |
| ------------ | --------- | ------------------ | ------------------- | --------------- | ----------------------------- | ----------------- | ----------------- | --------- |
| 1            | 1         | Pilot              | Pánská jízda        | Mark Cendrowski | Breckin Meyer                 | 24. května 2012   | 18. prosince 2014 | 100       |
| 2            | 2         | Milo Full of Grace | Geniální Milo       | David Trainer   | Breckin Meyer                 | 24. května 2012   | 22. prosince 2014 | 103       |
| 3            | 3         | Devil's Threesome  | Ďábelská trojka     | James Widdoes   | Lon Zimmet, Dan Rubin         | 31. května 2012   | 23. prosince 2014 | 102       |
| 4            | 4         | Heterotextual Male | Heterotextuální muž | James Widdoes   | Breckin Meyer                 | 7. června 2012    | 24. prosince 2014 | 101       |
| 5            | 5         | Toilet of Eden     | Rajský záchod       | Mark Cendrowski | Kirk J. Rudell                | 14. června 2012   | 25. prosince 2014 | 104       |
| 6            | 6         | Crazy for Milo     | Blázen do Mila      | Mark Cendrowski | Eric Weinberg                 | 21. června 2012   | 26. prosince 2014 | 105       |
| 7            | 7         | Plan B             | Plán B              | Mark Cendrowski | Jared Miller                  | 28. června 2012   | 29. prosince 2014 | 106       |
| 8            | 8         | Wake and Bake      | Na pohřbu           | Mark Cendrowski | Joel Church-Cooper, Rene Gube | 5. července 2012  | 30. prosince 2014 | 107       |
| 9            | 9         | Inventing Milo     | Milo vynálezce      | Mark Cendrowski | Lon Zimmet, Dan Rubin         | 12. července 2012 | 31. prosince 2014 | 108       |
| 10           | 10        | Super Milo         | Super Milo          | Mark Cendrowski | Kirk J. Rudell                | 12. července 2012 | 1. ledna 2015     | 109       |

### Druhá řada (2013)
| Č. v seriálu | Č. v řadě | Původní název                | Český název            | Režie                 | Scénář                                   | Premiéra v USA  | Premiéra v ČR  | Prod. kód |
| ------------ | --------- | ---------------------------- | ---------------------- | --------------------- | ---------------------------------------- | --------------- | -------------- | --------- |
| 11           | 1         | Missed Connections           | Zmeškané šance         | David Trainer         | Breckin Meyer                            | 4. dubna 2013   | 5. ledna 2015  | 201       |
| 12           | 2         | Will Work for Milo           | Milova brigáda         | David Trainer         | námět: Morgan Beck scénář: Breckin Meyer | 11. dubna 2013  | 6. ledna 2015  | 202       |
| 13           | 3         | The New Boss                 | Nová šéfka             | Leonard R. Garner Ml. | Breckin Meyer                            | 18. dubna 2013  | 7. ledna 2015  | 203       |
| 14           | 4         | Downshift                    | Podřazení              | Leonard R. Garner Ml. | Kirk Rudell                              | 25. dubna 2013  | 8. ledna 2015  | 204       |
| 15           | 5         | The Good, the Bad & the Milo | Hodný, zlý a Milo      | Steve Zuckerman       | Mike Lisbe, Nate Reger                   | 2. května 2013  | 9. ledna 2015  | 205       |
| 16           | 6         | Tyler the Pioneer            | Průkopník Tyler        | Linda Mendoza         | Breckin Meyer                            | 9. května 2013  | 12. ledna 2015 | 206       |
| 17           | 7         | Uncle Gibbs                  | Strejda Gibbs          | Linda Mendoza         | Jared Miller                             | 16. května 2013 | 13. ledna 2015 | 207       |
| 18           | 8         | The Gibbs-orcism             | Gibbsorcismus          | Linda Mendoza         | Kirk J. Rudell                           | 23. května 2013 | 14. ledna 2015 | 208       |
| 19           | 9         | Long Distance Tyler          | Tylerův vztah na dálku | Barnet Kellman        | Jessica Kaminsky                         | 30. května 2013 | 15. ledna 2015 | 209       |
| 20           | 10        | Weekend at PJ's              | Víkend u PJe           | Barnet Kellman        | Breckin Meyer                            | 6. června 2013  | 16. ledna 2015 | 210       |

### Třetí řada (2014)
| Č. v seriálu | Č. v řadě | Původní název      | Český název          | Režie            | Scénář                                      | Premiéra v USA  | Premiéra v ČR | Prod. kód |
| ------------ | --------- | ------------------ | -------------------- | ---------------- | ------------------------------------------- | --------------- | ------------- | --------- |
| 21           | 1         | Pre-Posal          | Před žádostí o ruku  | Andrew D. Weyman | Breckin Meyer                               | 15. ledna 2014  | 9. září 2015  | 301       |
| 22           | 2         | Post-Posal         | Po žádosti o ruku    | Arlene Sanford   | Eric Siegel, Eric Wasserman                 | 22. ledna 2014  | 10. září 2015 | 302       |
| 23           | 3         | Holy New Boss!     | Zbrusu nový šéf      | Betsy Thomas     | Breckin Meyer                               | 29. ledna 2014  | 11. září 2015 | 303       |
| 24           | 4         | I Take Thee, Gibbs | Beru si tě, Gibbsi   | David Trainer    | Erika Kaestle, Patrick McCarthy             | 5. února 2014   | 12. září 2015 | 304       |
| 25           | 5         | Gigo-Milo          | Gigo-Milo            | Andrew D. Weyman | Marsh McCall                                | 12. února 2014  | 13. září 2015 | 305       |
| 26           | 6         | Hi, Jude           | Hi, Jude             | Linda Mendoza    | Nick Adams                                  | 19. února 2014  | 14. září 2015 | 306       |
| 27           | 7         | Molly              | Molly                | Michael Shea     | Breckin Meyer                               | 26. února 2014  | 15. září 2015 | 307       |
| 28           | 8         | Suburban Gibbs     | Gibbs z předměstí    | Betsy Thomas     | Matt Lawton                                 | 5. března 2014  | 16. září 2015 | 308       |
| 29           | 9         | Jude Awakening     | Judyino procitnutí   | Michael McDonald | Neel Shah                                   | 12. března 2014 | 17. září 2015 | 309       |
| 30           | 10        | Odd Milo Out       | Milo musí z kola ven | David Trainer    | námět: Lacey Friedman scénář: Breckin Meyer | 12. března 2014 | 18. září 2015 | 310       |